# 达里奥·曼贾罗蒂
达里奥·曼贾罗蒂（義大利語：Dario Mangiarotti，1915年12月18日—2010年4月9日），意大利男子击剑运动员。他曾参加1948年和1952年夏季奥运会击剑比赛，共获得1枚金牌和2枚银牌。他还获得了5枚项世界击剑锦标赛金牌。

## 家庭
父亲朱塞佩·曼贾罗蒂，弟弟爱德华多·曼贾罗蒂、马里奥·曼贾罗蒂。